# Kapsula

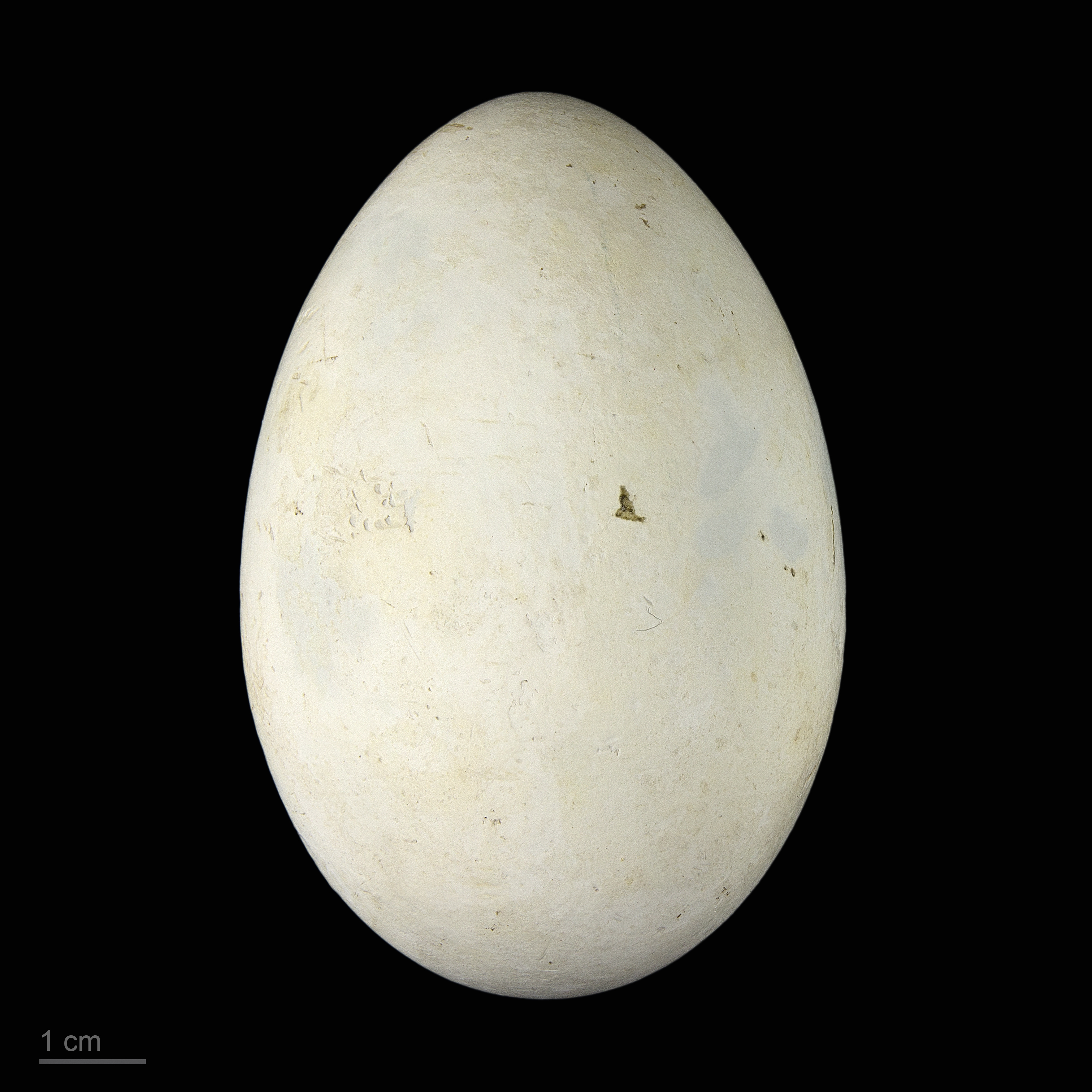
Morus capensis

Kapsula (Morus capensis) är en sydafrikansk havsfågel i familjen sulor (Sulidae) och en av tre arter i släktet Morus, vita sulor med gula huvuden och svarta vingspetsar.

## Utseende
Kapsulan är en stor huvudsakligen vit havsfågel med en kroppslängd på 84-94 centimeter. Stjärten är svart, liksom både hand- och armpennor. Huvudet är liksom hos de två andra arterna i släktet ljusgult. Liknande havssulan (M. bassanus) har vit stjärt och armpennor, australisk sula (M. serrator) oftast enbart fyra svarta centrala stjärtpennor och masksulan (Sula dactylatra) har vitt huvud.

## Utbredning och systematik
Kapsulan häckar idag endast på sex öar långt ut till havs utanför Namibias och Sydafrikas kust. I april 2016 fotograferades ett exemplar i Azorerna. I januari 1985 observerades dessutom en individ i Spanien som artbestämdes till antingen kapsula eller australisk sula. Den behandlas som monotypisk, det vill säga att den inte delas in i några underarter.
Traditionellt har familjen placerats i ordningen pelikanfåglar men molekulära och morfologiska studier har visat att denna ordning är parafyletisk.. Sulorna har därför flyttats till den nya ordningen Suliformes tillsammans med fregattfåglar, skarvar och ormhalsfåglar. Tidigare har de tre taxonen i släktet Morus  behandlats som en art och kapsulan behandlades då som underarten Morus bassanus capensis till havssula.

## Status och hot
Världspopulationen uppskattades 2004-2006 till cirka 150.000 par. Den har minskat med nästan 50% de senaste 60 åren. Trenden tros fortsätta på grund av utfiskning och miljöförstöring. Fram till 2017 kategoriserade internationella naturvårdsunionen IUCN arten som sårbar (VU). Numera bedöms minskningen så kraftig att den istället kategoriseras som starkt hotad (EN).